# Віндесгейм (Нідерланди)
Віндесгейм (нід. Windesheim) — село в нідерландській провінції Оверейсел. Входить до муніципалітету Зволле.
Його площа становить 0,53 км², а населення станом на 2021 рік складало 395 осіб.
Перша згадка про населений пункт датується 1028 роком.

## Галерея

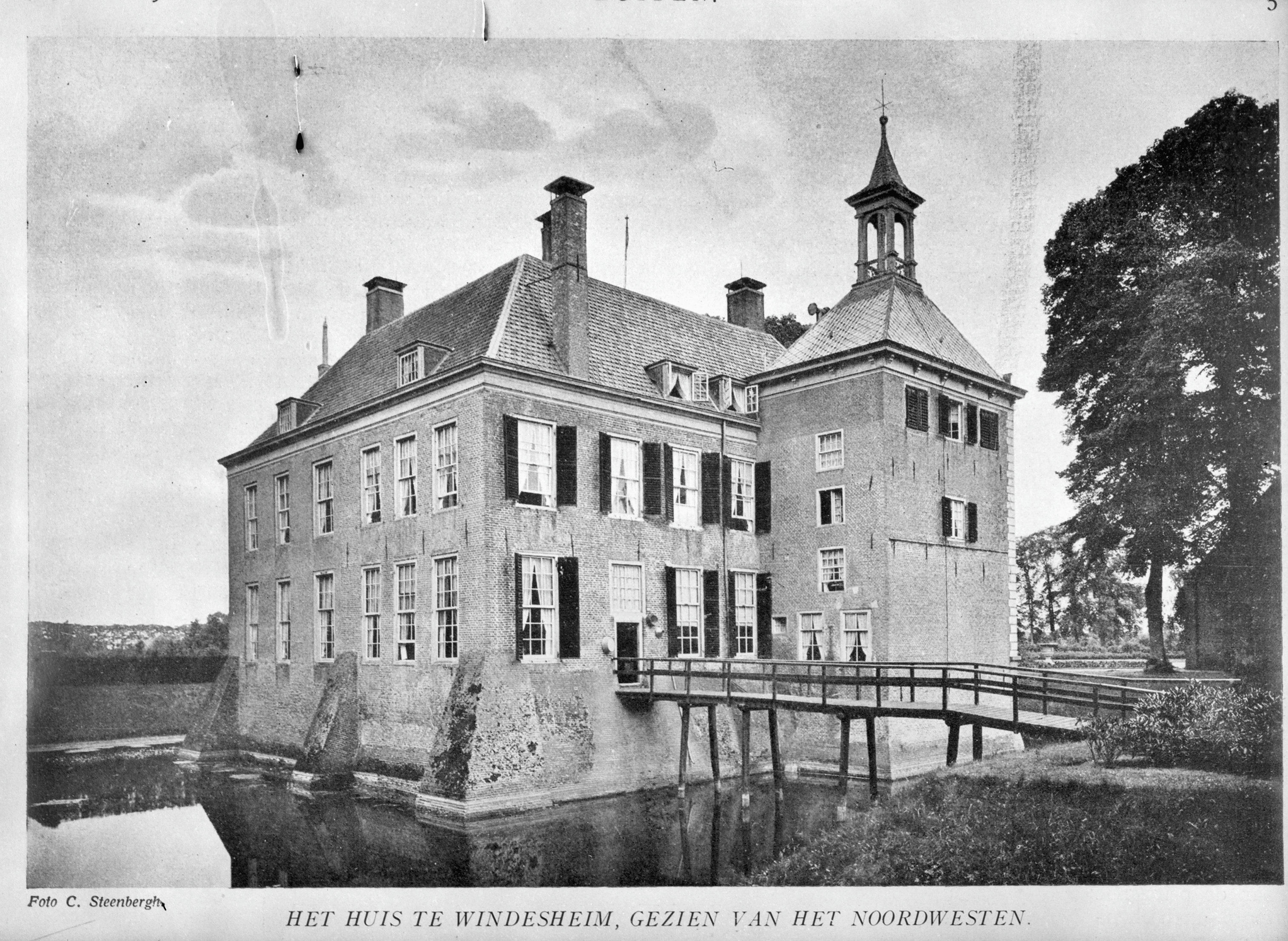
Маєток Віндесгейм (1922)
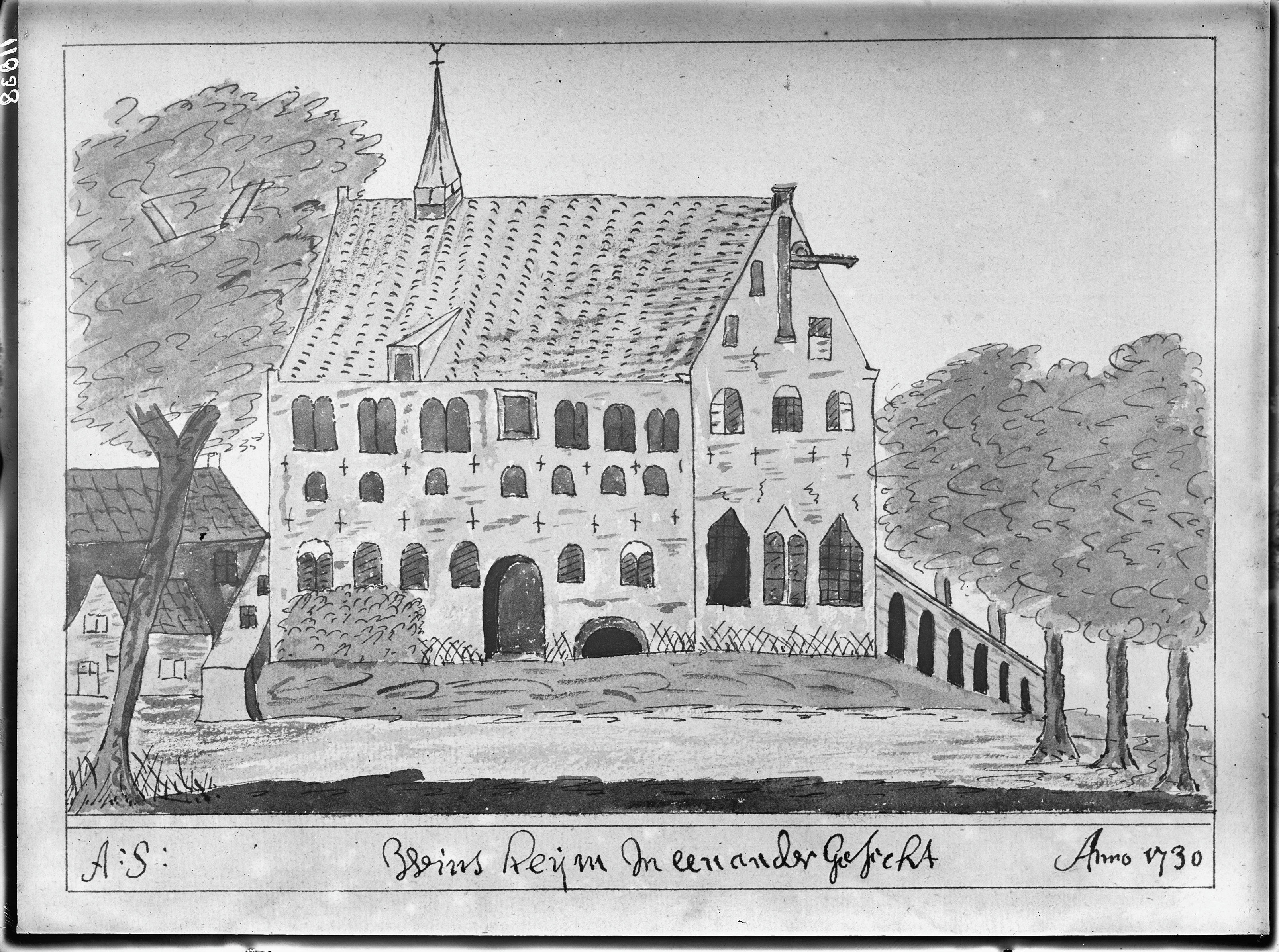
Монастир (1730)
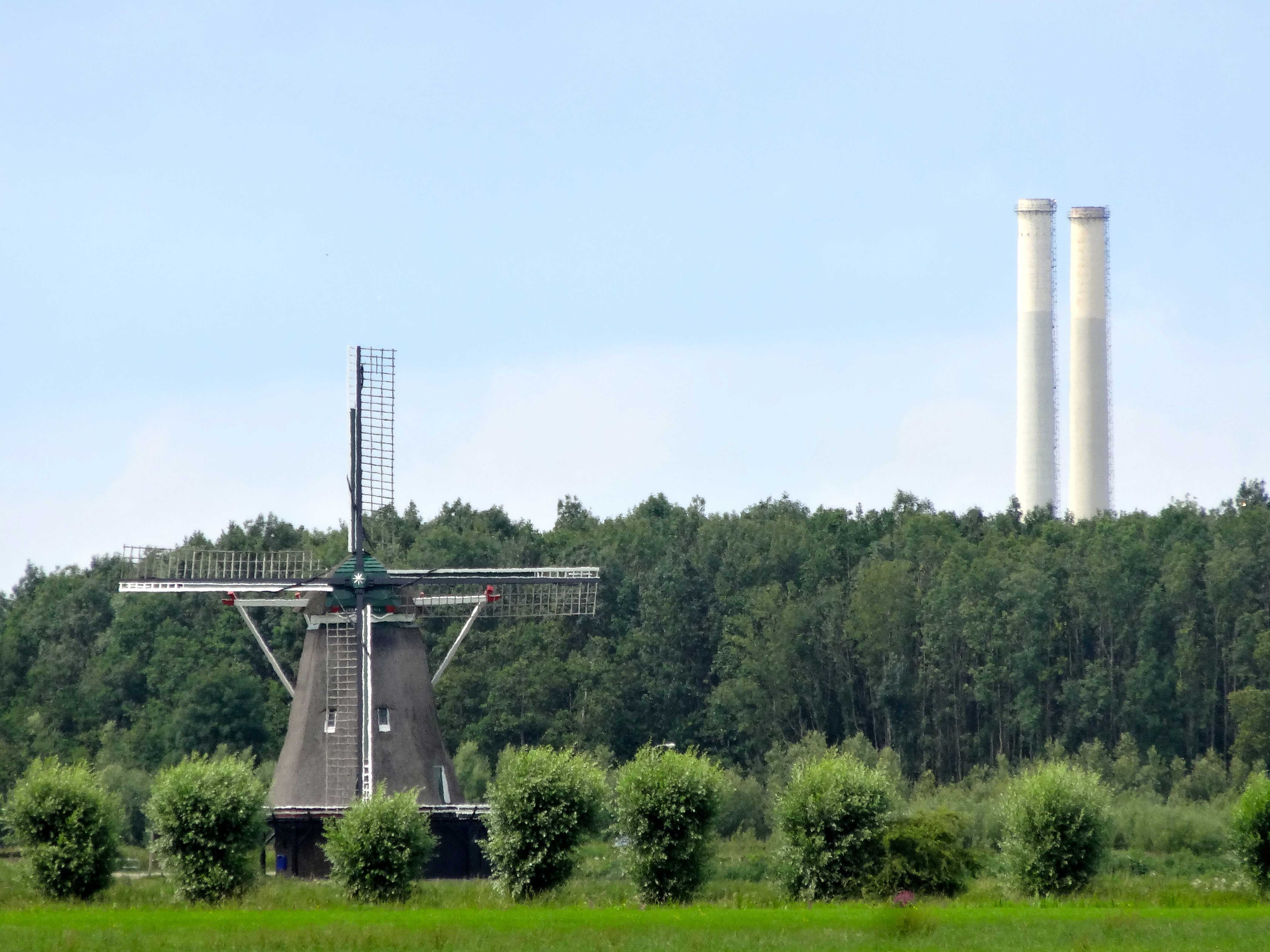
Сільський вітряк на тлі фабричних димарів